# Napier (Neuseeland)

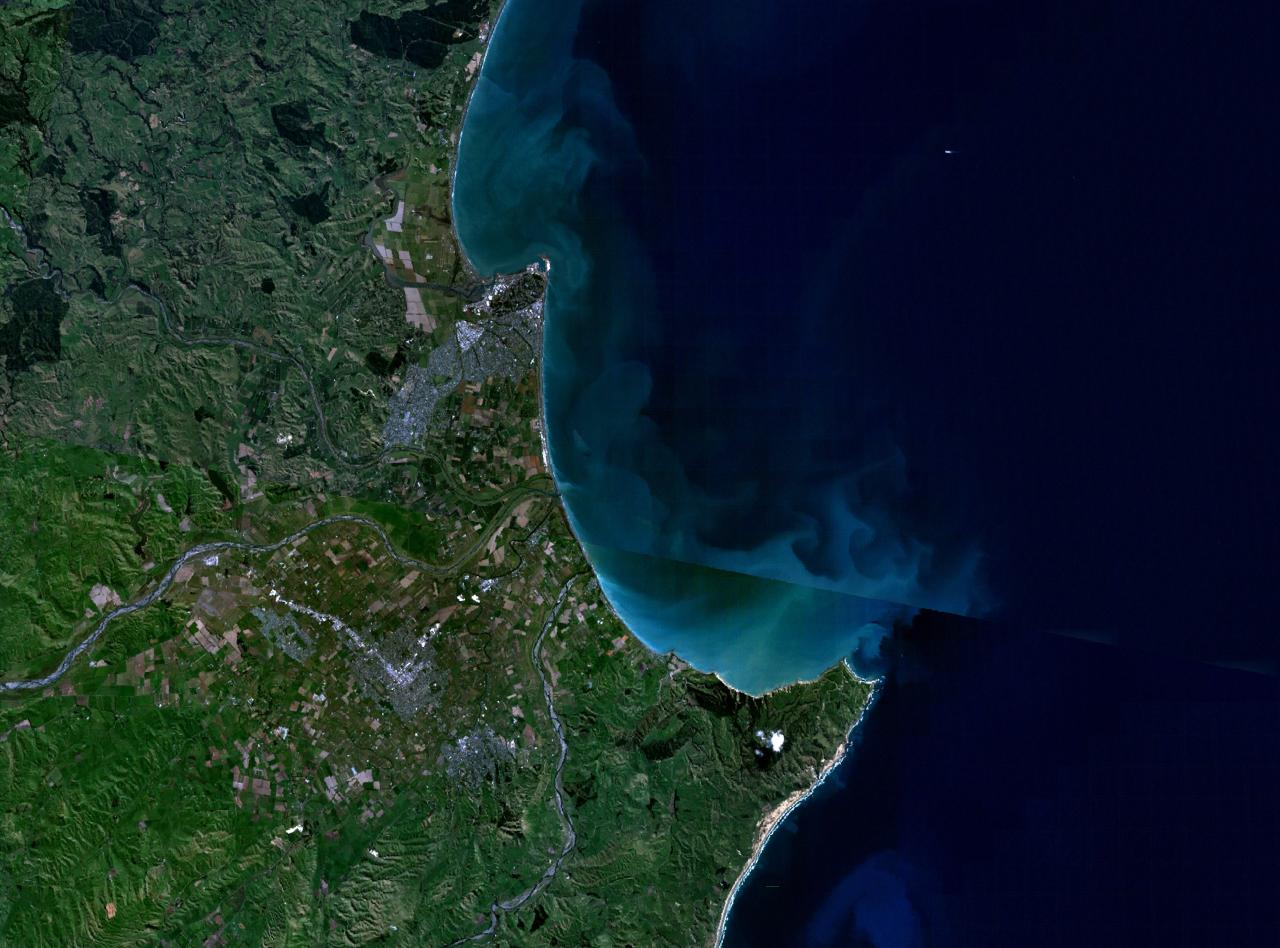
NASA-Satellitenfoto der südlichen Hawke Bay mit den „Twin Cities“ Napier und Hastings

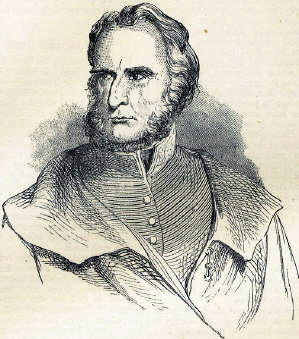
Charles James Napier, der Namensgeber der Stadt

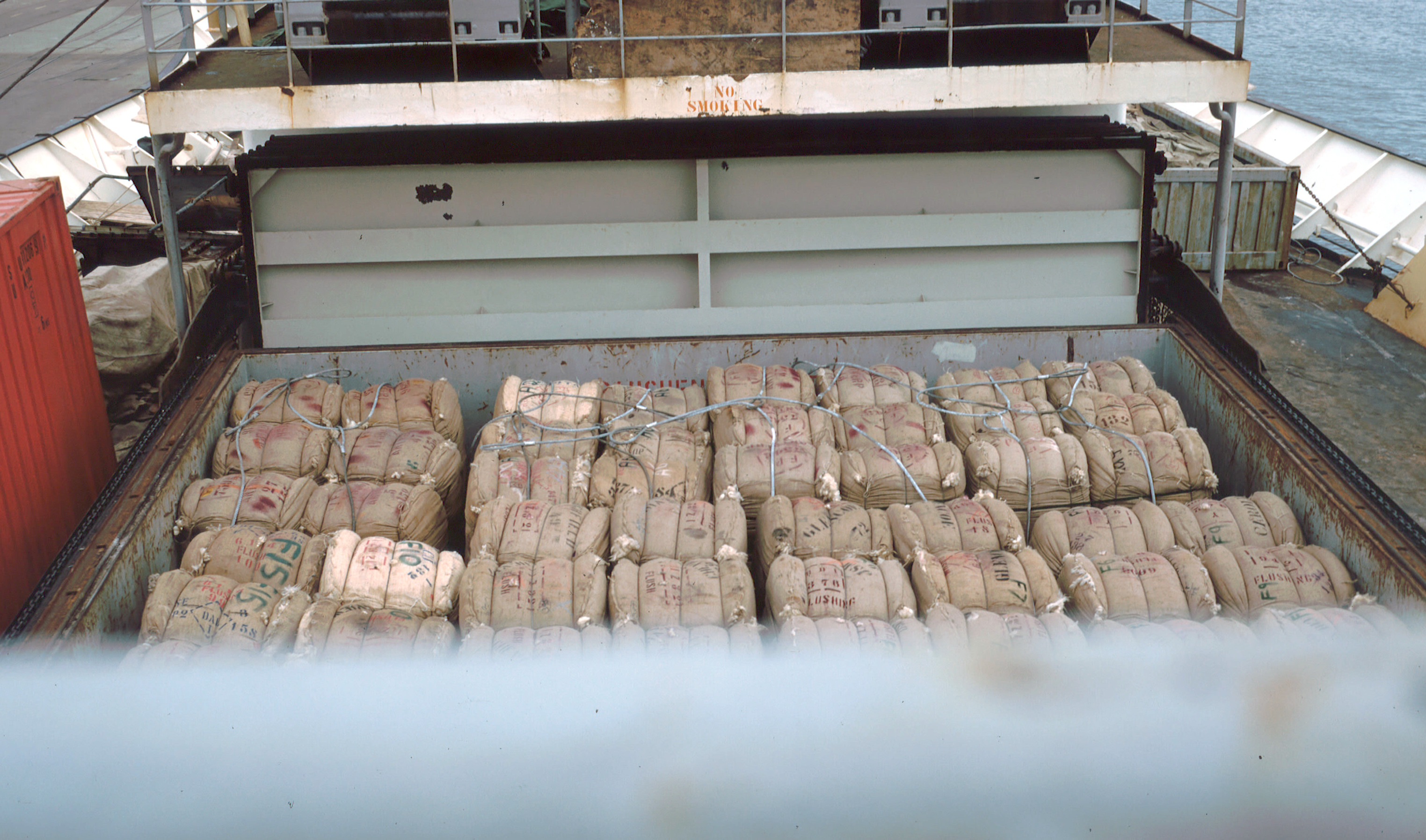
Frachtschiff mit einer Ladung Schafswollballen im Hafen von Napier im Jahr 1973

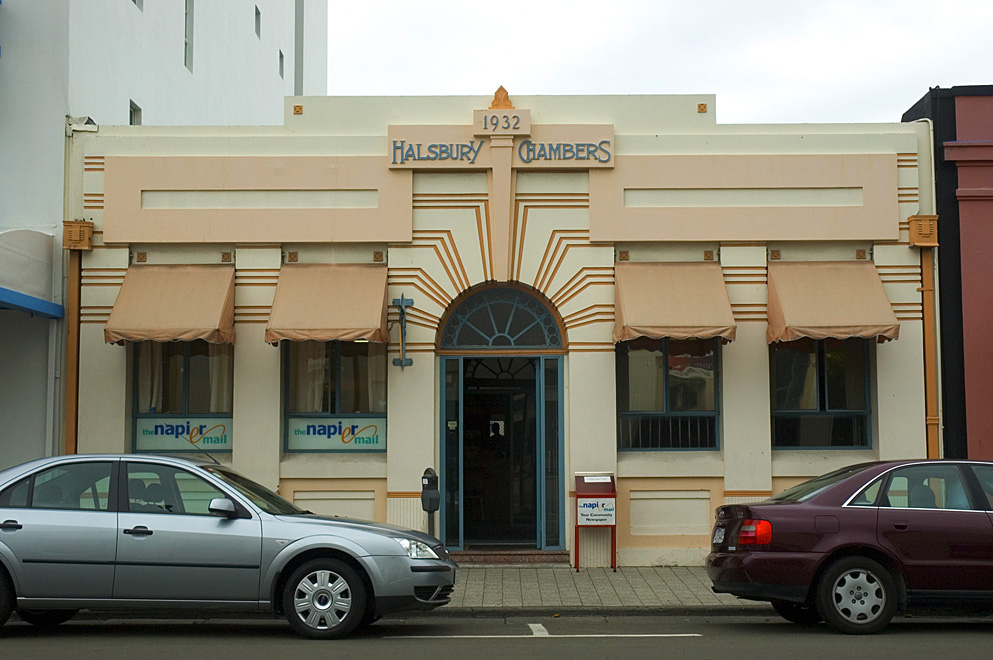
Das „Halsbury Chambers“-Gebäude im Art-déco-Stil aus dem Jahr 1932

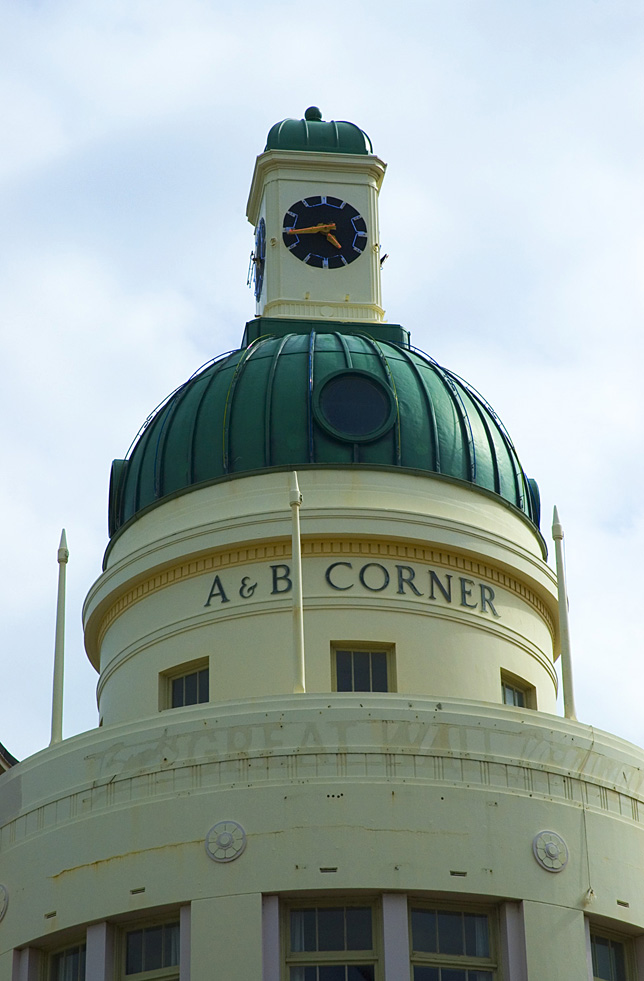
Die Kuppel des „A & B Building“

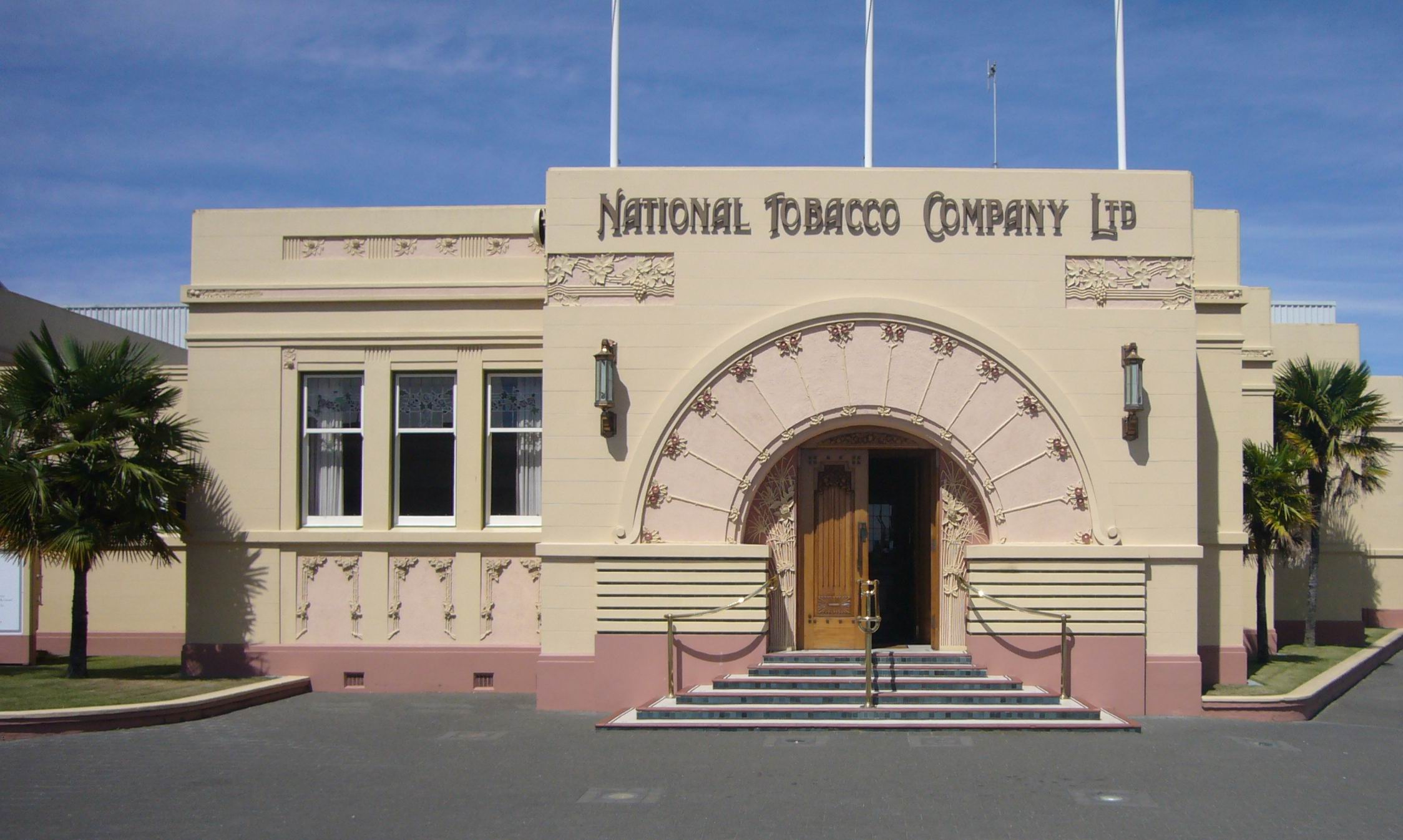
Das Gebäude der National Tobacco Company Ltd.

Napier [ˈneɪpɪər], offizielle Bezeichnung: Napier City, oft auch City of Napier genannt, auf Maori Ahuriri, ist eine Hafenstadt und eine eigenständige Territorial Authority (Gebietskörperschaft) auf der Nordinsel von Neuseeland. In ihr befindet sich der Hawke’s Bay Regional Council und die Verwaltung für die Region Hawke’s Bay. Der Rat der Stadt Napier wird Napier City Council bezeichnet. Zusammen mit der rund zehn Kilometer südlich gelegenen Stadt Hastings bilden beide Städte den fünftgrößten Ballungsraum Neuseelands, der im Englischen oft als „the Twin Cities“ bezeichnet wird.

## Namensherkunft
Im Februar 1854 machte Alfred Domett, der seinerzeit Magistrat der Provinz Hawke’s Bay war, den Vorschlag, die neu gegründete Stadt nach dem britischen General Charles James Napier zu benennen und entsprechend andere Ort der Region ebenfalls nach prominenten Persönlichkeiten, die sich um die Britische Ostindien-Kompanie verdient gemacht haben.

## Geographie

### Geographische Lage
Napier City liegt am südlichen Ende der Hawke Bay an der Ostküste der Nordinsel, 145 km nordöstlich von Palmerston North. Südlich der Stadt mündet der Ngaruroro River in den Pazifischen Ozean und 5 km weiter westlich schließt die beginnende Berglandschaft die Ebene der schmalen Küste ab. Die Stadt verfügt über eine reine Landfläche von 105 km² und zählte zum Census im Jahr 2013 57.240 Einwohner. Damit ist Napier mit 542,9 Einwohner pro km² die Stadt mit der vierthöchsten Bevölkerungsdichte des Landes. Napier wird im Norden, Westen und Süden vom Hastings District umschlossen, während die östliche Grenze der Stadt durch die Küstenlinie der Hawke Bay gebildet wird.

### Klima
Es herrscht ein ozeanisch-warmgemäßigter Klimatypus. Dank der Lage an der Ostküste der Nordinsel liegt Napier bei den vorherrschenden Westwinden häufig im Windschatten und genießt ein für neuseeländische Verhältnisse relativ sonniges (ca. 2100 h pro Jahr), weniger feuchtes (ca. 800 mm/Jahr) und mildes Klima. Im Winter kommt es nachts nur selten zu leichten Frösten, die Tagestemperaturen liegen um 15 Grad. Im Sommer werden Werte um 25 Grad erreicht. Durch Föhneffekte kann es vorübergehend deutlich wärmer werden, bis 20 Grad im Winter und über 30 Grad im Sommer.

## Bevölkerung

### Bevölkerungsentwicklung
Von den 57.240 Einwohnern der Stadt waren 2013 10.428 Einwohner Māori-stämmig (18,2 %). Damit lebten 1,7 % der Māori-Bevölkerung des Landes in der Stadt.

### Herkunft und Sprachen
Die Frage nach der Zugehörigkeit einer ethnischen Gruppe beantworteten in der Volkszählung 2013 82,2 % damit, Europäer zu sein, 19,2 % gaben an, Māori-Wurzeln zu haben, 3,1 % kamen von den Inseln des pazifischen Raums und 3,5 % stammten aus Asien (Mehrfachnennungen waren möglich). 15,4 % der Bevölkerung gaben an, in Übersee geboren zu sein und 4,8 % der Bevölkerung sprachen Māori, unter den Māori 21,4 %. Das durchschnittliche Einkommen in der Bevölkerung lag 2013 bei 26.000 NZ$, gegenüber 28.500 NZ$ im Landesdurchschnitt.

## Geschichte
Bevor Europäer nach Neuseeland kamen und auch in der Region um Napier von dem Land der Māori Besitz ergriffen, lebten unterschiedliche Māori-Stämme in der Gegend, die heute zum Großraum von Napier gehört. Zuletzt waren es die Ngāti Kahungunu, die das Land besiedelten, und sie waren es, zu denen die ersten Europäer, wie James Cook in den Jahren 1769 und 1770, Kontakt hatten.
Händler, Walfänger und Missionare waren die ersten Europäer, die sich nach Bekanntwerden des neuen Landes auch in der Lagune und der Bucht des späteren Napier niederließen. In den 1850er Jahren folgten dann Farmer und Hoteliers. 1851 kaufte die Regierung den sogenannten Ahuriri-Block, benannt nach dem Māori-Chief Tu Ahuriri und zwei Jahre später kaufte der Regierungskommissar für Landangelegenheiten Donald McLean das Land, auf dem später Napier entstehen sollte. Zu dieser Zeit gehörte die Hawke’s Bay noch zur Provinz Wellington.
Im Jahre 1854 wurde der Regierungskommissar und spätere Premierminister Alfred Domett als Magistrat für den Landblock Ahuriri eingesetzt. Seine Aufgabe war es, aus der Ansiedlung eine Stadt zu formen und Bebauungs- bzw. Entwicklungspläne zu erarbeiten. Er benannte die Siedlung nach dem britischen General Sir Charles Napier, der sich im kolonialen Indien für die britische Krone verdient gemacht hatte. 1858, nachdem Hawke's Bay eine eigenständige Provinz wurde, sollte Napier Hauptstadt der neuen Provinz werden. 1874 wurde Napier dann zur Borough erhoben, bekam also den Status einer selbstverwalteten Stadt. Am 18. Januar 1875 wurde die erste Wahl zum Rat der Stadt abgehalten. Bis 1876 war Napier damit das administrative Zentrum der Region Hawke's Bay, doch mit dem Abolition of Provinces Act (Gesetz zur Abschaffung der Provinzen) wurde die Verwaltung der Region wieder Wellington zugeschlagen.
Die Entwicklung der Stadt war seinerzeit größtenteils auf die Gegenden um den Hafen und der Bebauung der Insel Scinde Island beschränkt, die heute den Bluff Hill bildet. Das Siedlungsgebiet um Napier verteilte sich jedoch auf einige Inseln, zwischen denen sich ausgedehnte Sumpfgebiete befanden. Dies änderte sich schlagartig, als Napier und die restliche Hawke's Bay am 3. Februar 1931 von einem Erdbeben mit einer Stärke von 7,8 MS auf der Richter-Skala erschüttert wurde. Napier wurde durch das Beben und das anschließende Großfeuer völlig zerstört, die Nachbarstadt Hastings schwer getroffen.
Durch das Erdbeben wurde der Erdboden um teilweise um bis zu 2,7 Meter angehoben, sodass aus der Ahuriri-Lagune sowie aus den großen Wattgebieten 40 km² Neuland entstanden. Auf diesem Land entstand Napiers neues Lifestyle-Zentrum Ahuriri. Durch das Erdbeben verlor die Stadt auch ihre funktionierende Administration und die politische Führung, so dass bis 1933 eine von der Regierung eingesetzte, aus zwei Personen bestehende Kommission die Geschicke der Stadt bestimmte. Nach der Kommunalwahl im Jahr 1933 bekam die Stadt ihren Status einer Borough wieder zurück und erhielt 1950 schließlich die vollen Stadtrechte.
Trotz der noch andauernden Auswirkungen der Weltwirtschaftskrise Anfang der 1930er Jahre wurde die Stadt Napier im Art-déco-Stil wieder aufgebaut. „Lasst uns eine neue Epoche beginnen“, sollte die Botschaft an die Menschen der Stadt sein. So wurden Architekturstudenten und Arbeitslose aus dem ganzen Land nach Napier gesandt und mit dem Wiederaufbau betraut. Die Pastellfarben entstanden dabei aus der Not heraus, wobei die Farben mit Wasser gestreckt wurden. Darüber hinaus war Art déco eine der günstigsten Varianten, um die Stadt wieder aufzubauen, da Betonplatten als preiswertes Baumaterial verwendet werden konnten und auch die Dekoration an den Häusern in diesem Stil relativ einfach war.
Napier war unter anderem einer der Austragungsorte bei der Rugby-Union-Weltmeisterschaft 1987, dem Cricket World Cup 1992, der Rugby-Union-Weltmeisterschaft 2011 und dem Cricket World Cup 2015.

## Politik

### Verwaltung
Napier City hat zwölf Councillors (Ratsmitglieder), von denen sechs für das gesamte Stadtgebiet gewählt werden und die anderen sechs sich auf vier sogenannte Wards, die lokale Wahlbezirke darstellen, verteilen. Von ihnen werden je zwei Councillors vom Nelson Ward und Taradale Ward in den Rat entsandt und je ein Councillor vom Oenkawa/Tamatea Ward und Ahuriri Ward. Zusammen mit dem Mayor (Bürgermeister) bilden sie den City Council (Stadtrat). Der Bürgermeister und die zwölf Ratsmitglieder werden alle drei Jahre neu gewählt.

### Städtepartnerschaften
- Victoria, British Columbia (Kanada)
- Lianyungang, Provinz Jiangsu (China)
- Tomakomai, Präfektur Hokkaidō (Japan)[14]

## Wirtschaft

### Tourismus
Napier wird aufgrund seiner einzigartigen Architektur und seinem angenehmen Klima von immer mehr Touristen besucht. Direkt am Meer verläuft die „Marine Parade“, eine reizvolle Uferpromenade. Hier befinden sich mehrere Attraktionen für Besucher, wie die gepflegten Gartenanlagen von „Sunken Gardens“, ein Kleingolfplatz sowie eine Rollschuhbahn.
Ein beliebtes Fotomotiv ist die Statue der Pania (englisch Pania of the Reef), der in der polynesischen Mythologie eine große Rolle zugemessen wird. Für die Stadt Napier hat die Statue in etwa die gleiche Bedeutung wie die Kleine Meerjungfrau für Kopenhagen.

### Landwirtschaft
Wegen des günstigen Klimas und der Ebene der Heretaunga Plains sind Napier und das benachbarte Hastings ein Zentrum für den Anbau von Früchten, wie zum Beispiel Äpfeln, Pfirsichen, der Kiwifrucht oder Weintrauben, sowie die Erzeugung von Weinen.

### Industrie
Die in Napier ansässigen Unternehmen sind vielfältig und über verschiedene Industriezweige verteilt. Neben Unternehmen aus dem Elektronikbereich befinden sich hier große Kunstdüngerproduzenten und Weinkeltereien. Napier hat das größte Schafwolle verarbeitende Unternehmen der Südhalbkugel. Weiterhin existiert in Napier eine bedeutende Tabakindustrie. Mit dem Hinweis auf „sinkenden Tabakkonsum“ kündigte British American Tobacco allerdings an, die ansässige Rothmans-Manufaktur nach Australien zu verlagern.

## Infrastruktur

### Verkehr

#### Straßenverkehr
Verkehrstechnisch angeschlossen ist die Stadt durch die New Zealand State Highways 2 und 50, wobei letzterer in der Stadt beginnt und mit dem State Highways 2 parallel verlaufend nach Südwesten ins Landesinnere führt. Der State Highway 2 verbindet nach Norden hin die Stadt mit Gisborne.

#### Schienenverkehr
Die Stadt liegt an der Bahnstrecke Palmerston North–Gisborne, auf der seit 2001 planmäßig aber nur noch Güterverkehr stattfindet. Eine Stichstrecke bindet den Hafen an.

#### Flugverkehr
Knapp 5 km nordwestlich der Stadt befindet sich der Hawke’s Bay Airport, der auf einer verlandeten ehemaligen Lagune gebaut und 1963 seiner Bestimmung übergeben wurde.

## Kultur
Das vom Art déco Trust veranstaltete Art Déco Weekend zieht im Februar Besucher und Touristen aus aller Welt an. In verschiedenen Veranstaltungen lässt Napier das Leben und die Kultur der 1930er Jahre wieder auferstehen.
Seit 1993 wird jährlich das Open-Air Konzert Mission Estate Winery Concert auf dem Gelände der Mission Estate Winery nahe Napier veranstaltet. Headliner ist meist ein international bekannter Interpret. In der Vergangenheit traten schon Größen wie Ray Charles, Eric Clapton und Tom Jones auf.

## Sehenswürdigkeiten
Von Architektur-Interessierten wird Napier als die am besten erhaltene Art-déco-Stadt angesehen, nur in South Beach (Miami) befinden sich ähnlich viele Gebäude im Stil des Art déco. Obwohl einige der einzigartigen Gebäude in den 1960er bis 1980er Jahren durch Neubauten ersetzt wurden, ist der Großteil des Stadtzentrums, der seit den 1990er Jahren unter Denkmalschutz steht, fast vollständig erhalten. Viele Art-déco-Häuser wurden in den letzten Jahren restauriert. Besonders sehenswert sind das Masonic Hotel, das Criterion Hotel, das Daily Telegraph Building, die Country Wide Bank, das A&B Building, dessen Kuppel zum Wahrzeichen Napiers geworden ist, und das Theater mit seinen ägyptisch anmutenden Säulen und Bögen.
Das National Aquarium of New Zealand befindet sich am südlichen Ende der Marine Parade.

## Persönlichkeiten
- Mary Young Hunter (1872–1947), Malerin und Aquarellistin
- Bessie Spencer (1872–1955), mit bürgerlichem Namen Anna Elizabeth Jerome Spencer genannt, neuseeländische Schulleiterin, Obstbäuerin und Gründerin des New Zealand Women’s Institute.
- Sidney Charles Bartholemew Gascoigne (1915–2010), Astronom
- Denis McLean (1930–2011), Diplomat, Hochschullehrer und Autor
- Megan Gay (* 1967), Schauspielerin
- Stuart Nash (* 1967), Jurist und Politiker
- Kris Gemmell (* 1977), Triathlet
- Laura Nagel (* 1992), Mittelstreckenläuferin
- Rosemary Mair (* 1998), Cricketspielerin